# 汉中之战 (433年)
汉中之战，433年（刘宋元嘉十年）九月至次年三月，仇池（今甘肃省成县西北）氐王杨难当起兵反宋失败的作战。
氐王杨难当原向刘宋称臣，被封为冠军将军、秦州刺史、武都王。因为和刘宋梁、南秦二州刺史甄法护不和，于是投靠北魏，魏太武帝拜他为征南大将军、秦、梁二州牧、南秦王。433年九月，杨难当趁宋新任梁、南秦二州刺史萧思话未至，原刺史甄法护即将东下之机，举兵攻打梁州（今陕西汉中东），破白马（即阳平关，今陕西勉县西），击败甄法护参军鲁安期等，俘虏晋昌郡太守张范。又攻打葭萌关（今四川广充南），俘获晋寿郡太守范延朗。十一月，甄法护弃城逃到洋川郡之西城（今陕西西乡南），杨难当据有汉中之地，以其司马赵温为梁、秦二州刺史。次年正月，萧思话至襄阳，派司马萧承之为前驱。萧承之沿途收集散卒，得一千人，进据敖头城（今陕西省石泉县东南汉江东岸）。杨难当留赵温镇守梁州，又派魏兴郡太守薛健驻守黄金戍（与铁城戍相对，今陕西洋县东北），自引兵西还，萧思话派阴平郡太守萧坦进攻铁城戍，攻克。二月，赵温、薛健与其冯翊郡太守蒲甲子合兵攻萧坦营垒，被萧坦击败，赵温等退保西水。临川王刘义庆派龙骧将军裴方明率三千人自涪城（今四川绵阳东）往助萧承之，攻克占据黄金戍。赵温弃州城，退据小城，薛健、蒲甲子退保下桃城（今汉中东）。萧思话继至与萧承之合击赵温等，获胜。刘宋行参军王灵济另率兵直指洋川，攻克南城（今汉中西北），杨难当擒其守将赵英，南城无粮食，王灵济引军与萧承之会合。三月，杨难当派其子杨和与蒲甲子等领兵攻打萧承之，相持四十余日，包围萧承之数十重。两军短兵相接，难用弓矢，氐兵披甲，戈矛不能入。萧承之下令砍断长矛，只留下数尺长，然后以大斧捶之，一矛刺穿数人。氐兵抵挡不住，焚烧营垒后逃走。闰三月，萧承之率部众追击氐军，直至南城。氐兵败，俘杀甚众，宋军收汉中全部失地。